# ملبورن، کمبریج‌شر
ملبورن (به انگلیسی: Melbourn) یک روستا و محله مدنی در بریتانیا است که در کمبریج‌شر جنوبی واقع شده‌است. ملبورن ۴٬۴۱۴ نفر جمعیت دارد.